# Escolapios
La Orden de los Clérigos Regulares pobres de la Madre de Dios de las Escuelas Pías (Ordo Clericorum Regularium pauperum Matris Dei Scholarum Piarum, Sch. P., o S. P.), más conocidos como escolapios, llamados también piaristas en países germanoeslavos y anglosajones y calasancios en algunos iberoamericanos, es una orden religiosa de derecho pontificio, fundada por san José de Calasanz (1557-1648) en el siglo XVII, para dar respuesta a la necesidad educativa de los niños pobres de Roma, desde donde se extendió por Italia y Europa.
San José de Calasanz fue declarado en 1948 "patrono universal de todas las escuelas populares cristianas del mundo" ya que en 1597 creó la primera escuela pública popular gratuita en Europa. Proclamó el derecho a la educación de todos los niños y luchó por ella, siendo perseguido por este motivo.[cita requerida]

## Historia

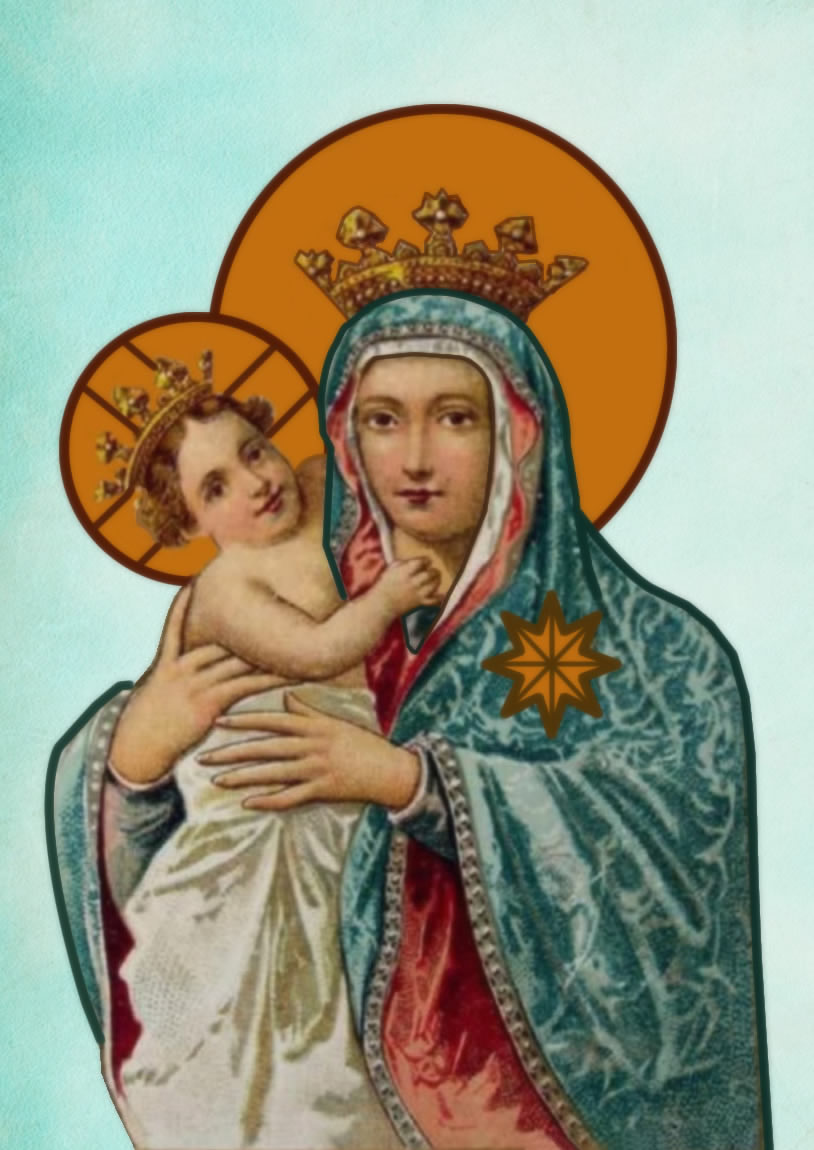
Nuestra Señora de las Escuelas Pias Advocación Mariana muy apreciada por los Escolapios.

La experiencia educativa calasancia comenzó en 1597 en la parroquia de Santa Dorotea de Roma, desde donde se trasladó más tarde al edificio anexo a la iglesia de San Pantaleón, la cual es reconocida como la primera escuela pública popular gratuita en Europa. La orden fue formalmente aprobada por la Iglesia en 1622, tras un arduo trámite de reconocimiento. Por aquella época, la burocracia vaticana evitaba autorizar nuevas órdenes.
En 1617 se fundó la Congregación Paulina de Clérigos Regulares Pobres de la Madre de Dios de las Escuelas Pías; el nombre de paulina se tomó del papa Paulo V, quien aprobó la congregación; el papa Gregorio XV elevó la congregación al grado de orden religiosa en el año 1621 con el nombre de "Escolapios".
En 1646, por calumnias surgidas en el seno de la propia orden y acusaciones ante el Santo Oficio que involucraron incluso a José de Calasanz, la congregación fue sometida a una visita apostólica, y posteriormente disuelta por Inocencio X mediante un breve pontificio del 16 de marzo de 1646. Luego de la muerte de Calasanz en 1648 y de aquel papa en 1655, Alejandro VII reconstituyó la congregación, y Clemente IX restituyó las Escuelas pías a la Orden religiosa en 1669, recuperando así todos sus derechos y obligaciones.
Al igual que todas las órdenes religiosas, las escuelas pías se rigen por una regla que en este caso se denomina Constituciones de las Escuelas Pías.

## Significado de los términos
Los términos usados para significar a los escolapios son los siguientes:
- Orden: en contraposición de Congregación o Asociación. Dentro del derecho canónico de aquella época, la Orden era la instancia formal más elevada, cuyos miembros profesaban sus votos solemne y perpetuamente. Calasanz insistía en que era necesario esta configuración canónica para darle mayor perseverancia a su obra.
- de Clérigos regulares: si bien existían hermanos no sacerdotes, Calasanz concibe el ministerio educativo asociado al sacerdotal (de ahí el nombre de "clérigos"). Regulares porque seguían una "regla", "reglamento". En contraposición a los clérigos seculares (aquellos que dependían directamente de los obispos, con mayor libertad apostólica e, incluso, personal), los "clérigos regulares" sujetan su existencia a una regla externa a la que obedecen. Hay diversas discusiones sobre el tema, lo más probable que Calasanz se haya inspirado en la Regla de San Agustín. Por su parte, Calasanz escribe entre 1610 y 1620 las Constituciones de su Orden.
- Pobres de la Madre de Dios: referencia a la Virgen María y a la Orden de los Pobres de la Madre de Dios, con la que estuvo fusionada durante tres años al comienzo de su andadura.
- de las Escuelas Pías: que es el ministerio específico de la Orden creada por Calasanz, el ejercicio de la educación.

## Misión de los Padres escolapios
Nosotros, escolapios, religiosos y laicos, 'cooperadores de la verdad', como San José de Calasanz nos sentimos enviados por Cristo y la Iglesia a evangelizar educando desde la primera infancia a los niños y jóvenes, especialmente pobres.

 Si desde la infancia el niño es imbuido diligentemente en la Piedad y las Letras, puede preverse, con fundamento, un feliz transcurso en toda su vida.
San José de Calasanz

 Para gloria de Dios y utilidad del prójimo.
San José de Calasanz

 Para mayor incremento de la piedad. (A.M.P.I.)
San José de Calasanz

 Piedad y Letras 
San José de Calasanz

## Escuelas Pías

### Historia
La primera «Escuela Pía» fue fundada en 1597 en la "Parroquia de Santa Dorotea", situada en el barrio romano de Trastevere, por San José de Calasanz. En ella se abre la primera Escuela popular gratuita de Europa. El número de alumnos creció rápidamente.
Al año de estar en la Parroquia Santa Dorotea, el río Tíber se desbordó, arrasando a su paso las viviendas de los pobres y las dos salitas donde daban clase, quedando todo destrozado.
Al poco tiempo Antonio Brandini (párroco de Santa Dorotea) muere y el nuevo párroco quiso deshabilitar las dos salitas. Como había muchos niños pobres dentro de Roma, José de Calasanz se fue con ellos. Primero a dos casitas cerca de la fonda del Paraíso y más tarde al Palacio Vestri. En 1601 el número de alumnos supera los 500. El papa Clemente VIII se entera de la obra de estas escuelas y queda impresionado hasta tal punto que decide hacerse cargo del alquiler del edificio hasta su muerte.
José de Calasanz decide que en su colegio habrá "oración continua" mañana y tarde durante el tiempo de clase. José acompañaba a los niños a sus casas después de las clases, también organizaba a los maestros aconsejándoles reunirse una vez por semana para tratar temas del colegio. Entre los primeros colaboradores de Calasanz se encontraba el Padre Dragonnetti, gran latínista. En 1602 había 700 alumnos, debiendo mudarse al "Edificio Mannini".

## Familia calasancia
- Orden de los Clérigos Regulares pobres de la Madre de Dios de las Escuelas Pías (Escolapios)
- Instituto de Hijas de María religiosas de las Escuelas Pías (Escolapias)
- Instituto Calasancio Hijas de la Divina Pastora (Calasancias)
- Congregación para los trabajadores cristianos de San José de Calasanz
- Hijas Pobres de San José de Calasanz
- Instituto Calasancio Hijas de la Divina Pastora
- Compañía de María para la Educación de los Sordomudos
- Hermanas de la Compañía de María
- Congregación de los religiosos del Sagrado Corazón de Jesús
- Congregación de los sacerdotes seculares de las escuelas de Caridad
- Hermanas de las Escuelas Cristianas de San José de Calasanz
- Hermanas del Sagrado Corazón de Jesús
- Asociación sacerdotal Escuelas Pías (extinta)
- Misioneras de Jesús, María y José
- Hermanas de San José de Calasanz
- Hermanas terciarias de San José de Calasanz(extinta)
- Congregación de religiosos hermanos indígenas (extinta)
- Oblatos de San Carlos Borromeo (extinta)